# سكوت دوهان
سكوت دوهان (بالإنجليزية: Scott Doohan)‏ هو متسابق دراجات نارية أسترالي. نافس في سباقات بطولة العالم لفئة 500 سي سي. كما شارك في بطولة العالم للسوبربايك.

## روابط خارجية
- سكوت دوهان على موقع MotoGP.com (الإنجليزية)
- سكوت دوهان على موقع WorldSBK.com (الإنجليزية)